# Пауло де Фронтин
Андре Густаво Пауло де Фронтин (порт. Paulo de Frontin; 17 сентября 1860, Петрополис — 15 февраля 1933, Рио-де-Жанейро) — бразильский политик, государственный и общественный деятель, инженер. Мэр Рио-де-Жанейро (1919). Считается покровителем бразильской национальной инженерии.

## Биография
Работая инженером, возглавлял группу специалистов, которая занималась реконструкцией столицы страны.
Руководил строительством Центрального проспекта Рио-де-Жанейро.
С февраля по июль 1919 года был мэром Рио-де-Жанейро, в числе прочих работ по улучшению коммунального хозяйства бразильской столицы, занимался расширением Авениды Атлантика у пляжа Копакабана, строительством нескольких проспектов в южной части тогдашней столицы Бразилии. Прославился своим проектом, в результате которого летом 1888 г. в рекордное время за 6 дней обеспечил необходимым водоснабжения Рио-де-Жанейро. В 1897 году спроектировал и построил железнодорожный виадук, близ Вера-Крус, носящий ныне его имя.
Избирался членом Палаты депутатов Бразилии и сенатором.

## Память
- В его честь назван проспект на севере Рио-де-Жанейро, а также муниципалитет Энженьейру-Паулу-ди-Фронтин в том же штате; и муниципалитет Пауло Фронтин в штате Парана.
- Несколько улиц, площадей, отелей в городах Бразилии носят имя Пауло де Фронтина.
- В Рио-де-Жанейро ему установлен бюст.
- Создан музей Пауло де Фронтина.